# Sally Martin
Pour les articles homonymes, voir Sally et Martin.
Sally Martin est une actrice néo-zélandaise née le 14 mai 1985 à Wellington. 

## Biographie
Sally Martin est surtout connue pour avoir joué le rôle du Ranger bleu dans la série Power Rangers Ninja Storm, ainsi que le rôle de Nicole (en) dans la série Shortland Street,.

## Filmographie
- 2001 : Atlantis High (série télévisée) : Dana
- 2002 : The Tribe (série télévisée) : Kandy (3 épisodes)
- 2002 : The Strip (série télévisée) : Gemma (4 épisodes)
- 2002 : Meurtre à Greenwich (téléfilm) : Charity Foster
- 2002 : Revelations (série télévisée) : Annie
- 2003 : Power Rangers: Ninja Storm (jeu vidéo) le ranger bleu (voix)
- 2003 : Power Rangers : Force cyclone (Power Rangers Ninja Storm) (série télévisée) : Tori Hanson, le ranger bleu (38 épisodes)
- 2004 : Power Rangers DinoThunder (série télévisée) : Tori Hanson, le ranger bleu (2 épisodes)
- 2006 : Seven Periods with Mr Gormsby (série télévisée) : Sophie
- 2006 : Wendy Wu (téléfilm) : Tory
- 2006 : The Killian Curse (série télévisée) : Katrina
- 2007 : The Last Great Snail Chase : Josie
- 2007 : Power Rangers : Opération Overdrive (série télévisée) : Tori Hanson, le ranger bleu (2 épisodes)
- 2007 : Welcome to Paradise (série télévisée) : Sasha (13 épisodes)
- 2008 : Aftershock (téléfilm) : Bess
- 2010-2019 : Shortland Street (série télévisée) : Nicole Miller / Nicole Martin / Nicole Kruse-Miller / ... (578 épisodes)